# Narcine maculata
Narcine maculata är en rockart som först beskrevs av Shaw 1804.  Narcine maculata ingår i släktet Narcine och familjen Narcinidae. IUCN kategoriserar arten globalt som otillräckligt studerad. Inga underarter finns listade i Catalogue of Life.